# 키에로 아마르테
《키에로 아마르테》(스페인어: Quiero amarte)은 2013년 방영된 멕시코의 텔레노벨라이다.